# Barili, Cebu
Barili là một đô thị hạng 3 của tỉnh Cebu, Philippines. Theo điều tra dân số năm 2007, đô thị này có dân số 60.430 người. Barili có cự lỵ 61 km về phía tây nam Thành phố Cebu. Phía nam giáp Dumanjug; phía bắc giáp Aloguinsan; phía đông giáp Carcar và Sibonga; phía tây giáp eo biển Tañon.

## Các đơn vị dân cư
Barili được chia thành các đơn vị hành chính gồm 42 khu dân cư (khu phố) (barangay).
| - Azucena - Bagakay - Balao - Bolocboloc - Budbud - Bugtong Kawayan - Cabcaban - Campangga - Dakit - Giloctog - Guibuangan - Giwanon - Gunting - Hilasgasan | - Japitan - Cagay - Kalubihan - Kangdampas - Candugay - Luhod - Lupo - Luyo - Maghanoy - Maigang - Malolos - Mantalongon - Mantayupan - Mayana | - Minolos - Nabunturan - Nasipit - Pancil - Pangpang - Paril - Patupat - Poblacion - San Rafael - Santa Ana - Sayaw - Tal-ot - Tubod - Vito |